# 三重中京大学短期大学部
三重中京大学短期大学部（日语：／ Mie Chukyo Daigaku Tanki Daigakubu *）前松阪女子短期大学（日语：／ Matsusaka Joshi Tanki Daigaku *）是過去一所位于日本三重县松阪市的私立短期大学。

## 概要

### 简介
- 短期大学为于1964年开办[1]、由学校法人梅村学园经营。开始招収男学生从2000年。招生到2009年[2]、停办于2011年[3]。

### 历史
- 1964年 松阪女子短期大学成立并同时设置两个学科即保育科和家政科[2]。
- 1965年 以下两个学科成立
  - 日文科
  - 英文科[2]。
- 1966年 家政科分离为以下两个专攻
  - 家政专攻
  - 食物营养专攻[2]。
- 1968年 音乐科成立[2]。
- 1973年 保育科变更为幼儿教育科[2]。
- 1981年 英文科招生最后、次年停止招生[2]。
- 1983年 今年3月31日英文科停办[2]。
- 1986年 专科音乐专攻成立[4]。
- 1990年 以下四个学科变更为[2]。
  - 日文科→日文学科[2]
  - 家政科→生活科学科、家政专攻→生活科学专攻[2]
  - 幼儿教育科→幼儿教育学科[2]
  - 音乐科→音乐学科[2]
- 1993年 改校名为松阪大学女子短期大学部[2]。
- 1995年 音乐学科招生最后、次年停止招生[2]。
- 1997年 今年4月日文学科招生最后、次年停止招生[2]。今年12月16日音乐学科正式停办[2]。
- 1999年 今年12月22日、日文学科正式停办[2]。
- 2000年 改校名为松阪大学短期大学部[2]、开始招収男学生。
- 2003年 生活科学科生活科学专攻招生最后、次年停止招生[2]。
- 2004年 生活科学科合并为食物营养学科、幼儿教育学科变更为幼儿教育・保育学科[2]。
- 2005年 改校名为三重中京大学短期大学部、幼儿教育・保育学科变更为儿童学科[注 2][2]。
- 2009年 短期大学招生最后、次年停止招生[2]。
- 2011年 今年10月17日正式停办[3]。

### 宪章
- 请参看三重中京大学短期大学部的标志 （日語） 2014年1月19日阅览。

## 学校环境
- 校区：在了三重县松阪市

## 历任校长
- 梅村清明：第一代短期大学校长[5]。
- 佐藤昭：最后短期大学校长[2]

## 组织

### 学科
- 儿童学科[注 2]
- 生活科学科[注 3][注 4]
- 日文科[注 5]
- 英文科[注 6]
- 食物营养学科
- 音乐学科[注 7]

### 专科
| - 音乐专攻 |

### 业余课程
| - 没有 |

### 附属学校
| - 幼儿园：松阪女子短期大学附属梅村幼儿园。成立于1964年。 |

## 相关链接
- 日本短期大学列表
- 中京大学
- 三重中京大学